# Amt Rodenberg
Das Amt Rodenberg war ein Amt der Grafschaft Schaumburg mit Sitz auf Schloss Rodenberg in Rodenberg.

## Geschichte
Im Jahre 1640 wurde die Grafschaft Schaumburg unter dem Haus Braunschweig-Lüneburg, den Landgrafen von Hessen-Kassel und den Grafen zur Lippe aufgeteilt. Der hessische Teil wurde unter der Bezeichnung Grafschaft Schaumburg in Personalunion mit der Landgrafschaft Hessen-Kassel geführt. Hessen-Kassel organisierte die Verwaltung auf unterer Ebene in Ämter, darunter das Amt Rodenberg.
Ab 1759 wurde das Amt Sachsenhagen als Teil des Amtes Rodenberg geführt und die Beamten waren in Personalunion für beide Ämter zuständig.
1806 ging Hessen-Kassel als Staat unter und das Königreich Westphalen wurde eingerichtet. Hier wurden die historischen Ämter, darunter das Amt Rodenberg, aufgehoben. Neu geschaffen wurde der Distrikt Rinteln und darunter der Kanton Rodenberg, der aber nicht mit den bisherigen Amt identisch war. 1810 kam der Kanton Rodenberg zum Departement der Aller.
Nach der Völkerschlacht bei Leipzig ging das Königreich Westphalen unter und das Kurfürstentum Hessen entstand neu. Hier wurde das Amt Rodenberg in der alten Form wieder hergestellt.
Am 1. Januar 1822 wurde in Kurhessen die Trennung der Rechtsprechung von der Verwaltung eingeführt. Als Gerichte erster Instanz wurde das Justizamt Rodenberg eingerichtet. Die Verwaltungsaufgaben gingen an den Kreis Schaumburg in der Provinz Niederhessen.

## Umfang und Gliederung
Das Amt Rodenberg bestand aus den Dörfern Algesdorf, Apelern, Beckedorf, Groß Hegesdorf, Groß Nenndorf, Grove, Haste, Heidbrinck, Helsinghausen, Hohnhorst, Horsten, Iddensermohr, Klein-Hegesdorf, Klein-Nenndorf, Kreuzriehe, Lyhren, Mathe, Mühlenstraße, Niengraben, Nordbruch, Ohndorf, Ottensen, Pohle (anteilig, der Rest zur Vogtei Hattendorf), Rehren, Rehrewiese, Reinsdorf, Reinsen, Reinebold, Riehe, Riepen, Rodenbergerthor, Schöttlingen, Soldorf und Waltringhausen.
Das Amt Rodenberg gliederte sich in die Ober- und Niedervogtei.

## Beamte
In der Stadt Rodenberg hatte ein hessen-kasselischer Drost seinen Sitz. Für das Amt war ein Amtmann als oberster Beamter verantwortlich. Als Finanzbeamter hatte ein Amtsschultheiß (ab 1884 Rentmeister) seinen Sitz im Amt. Für die Ober- und Untervogtei war jeweils ein Vogt eingesetzt. Daneben wurden Amtsaktuare (Schreiber) und Amtsdiener beschäftigt.

### Droste
- Antonius von Ditfurth (1644)
- Ernst von Hattenbach (1675–1694)
- Bernhard Simon von Kerssenbrock (1695–1704)
- Friedrich von Danckelmann (1719–)
- Christian Ludwig von Münchhausen (1722–1732)
- Franz Dietrich von Ditfurth (1729–1745)
- Borries Hilmar von Münchhausen (1745–1749)
- Friedrich von Wulff (1751–1758)
- Moritz Friedrich von Münchhausen (1758) (Bewerbung)
- W. Ernst Wehner von Offenbach (1768–1782)
- A.C. von Oheimb (1773–1792)
- Wilhelm Maximilian von Ditfurth (1785–1792)

### Amtmänner
- Bernhard Höcker (1645–1658)
- Johann Bernhard Höcker (1659–1665)
- Wilhelm Burkhard Klack (1667–1683)
- Anton Burkhard Reich (1684–1685) (Amtsassessor)
- Anton Dolle (–1733)
- Georg Friedrich Heinichen (1733–1753)
- Johannes Caspari (1753–1754) (interimistisch)
- Christian Wilhelm Goeddaeus (1759–1781)
- Philipp Matthias Land (1782–1800)

### Vögte Obervogtei
- Johann Philipp Hentzen (nach 1714–1732)
- Erich Conrad Wedekind (1732–1762)
- Johann Heinrich Meyer (1762–1785)
- Christian Ludwig Mirbach (1786–1800)

### Vögte Niedervogtei
- Hanstein (1714–1729)
- Michael Baumer (1729–1759)
- Johann Carl Holtzapfel (1736–1764)
- Johann Conrad Kilian (1765–1773)
- Johann Henrich Schuttrumpf (1774–1780)
- Nickolaus Duncker (1781–1800)